# 近藤瓶城
近藤 瓶城（こんどう へいじょう、天保3年2月19日（1832年3月21日） - 明治34年（1901年）7月19日）は幕末・明治時代の日本の漢学者。本姓は安藤。名は宗元。字は君元。通称ははじめ元三郎、後に圭造とあらためた。別号は省斎。

## 生涯
三河国岡崎藩の儒学者。藩の議官に進み枢機に関与した。岡崎藩は譜代であったために幕末維新に際しては進退に窮したが、藩侯を助け大過なからしめた。維新後、藩校允文館学監などをつとめたのち職を退き、代言業を辛苦経営したが奸人に欺かれたり変災によって挫折することがしばしばであった。
後に『群書類従』に未収録の史籍の刊行をめざし東京に近藤活版所をつくる。1881年（明治14年）から全538巻の『史籍集覧』を出版した。『続史籍集覧』（1893-1898年刊行の続編）、『存採叢書』(1885年) も刊行した。これは、塙保己一が編纂した群書類聚以後の大事業であった。自著に『日本史記』がある。
墓所は染井霊園1-ロ-8-4。

## 著作
- 『近藤瓶城著書目録』。

### 単著
- 『日本史記 上篇』前川文栄堂。
- 『日本史記 中篇』前川文栄堂。
- 『日本史記 下篇』前川文栄堂、1884年。

### 編纂
- 存採叢書
- 日本外史前記
- 續日本政記
- 中国史略
- 新國史略後篇
- 國史新編域構議
- 初學日本略史
- 小學歴史
- 清鑑易知録
- 内外明八史略
- 女誠和語
- 頭書圖入女學三種
- 國史弘簡錄 147巻
- 日本政記日本外史綱目集覽
- 新國史略
- 皇朝歴史之文
- 小學地理志
- 小學國史略
- 小學諸禮式
- 德川通鑑
- 續明鑑易知錄
- 萬國史標十八史略評註
- 鼇頭十八史略補遺
- 纂評八家文讀本
- 新律綱領改定律例合巻註釋
- 皇朝律例彙纂
- 聽訟指令
- 民事類篇
- 印税指令
- 皇佛民事雜纂
- 金穀貸借心得
- 頭書評林十八史略讀本
- 正續文章軌範評林
- 增補皇朝律例彙纂
- 讀律必携 第二編
- 刑事類編
- 規則沿革類纂
- 公布沿革類纂
- 洋律比例治罪法註釋
- 刑法註疏
- 治罪法註疏
- 兵要日本地理小誌
- 兵要萬國地理小誌
- 天作人工
- 達人志操
- 男女普通禮式書
- 博物新編講義
- 令義解通釋
- 史籍集覽 460冊
- 改定史籍集覽 33冊
- 頭書参考清律譯解
- 輿地誌略 合衆國部　支那部
- 就文作圖 小學地理誌
- 人情世態
- 格物探原譯解
- 格物入門註釋
- 西洋年表
- 續史籍集覧 70冊
- 増補語林倭訓栞
- 増補俚言集覧
- 相馬内裡
- 五洲外史
- 吹塵集
- 瓶城紀聞
- 瓶城雜記
- 史料通信叢誌
- 武藏諸家系譜
- 編纂本朝尊卑分脉圖
- 雙清集
- 丙寅丁卯未定稿
- 熊野日記
- 獨特志操

『改定史籍集覧』臨川書店、1983年 - 1984年。
- 『第1冊 通記類（第1）』。
- 『第2冊 通記類（第2）』。
- 『第3冊 通記類（第3）』。
- 『第4冊 通記類（第4）』。
- 『第5冊 通記類（第5）』。
- 『第6冊 通記類（第6）』。
- 『第7冊 通記類（第7）』。
- 『第8冊 通記類（第8）』。
- 『第9冊 纂録類 第1』。
- 『第10冊 纂録類 第2』。
- 『第11冊 纂録類 第3』。
- 『第12冊 別記類 第1』。
- 『第13冊 別記類 第2』。
- 『第14冊 別記類 第3』。
- 『第15冊 別記類 第4』。
- 『第16冊 別記類 第5』。
- 『第17冊 雜類』。
- 『第18冊 新加通記類 第1』。
- 『第19冊 新加通記類 第2』。
- 『第20冊 新加通記類 第3』。
- 『第21冊 新加通記類 第4』。
- 『第22冊 新加通記類 第5』。
- 『第23冊 新加纂録類』。
- 『第24冊 新加別記類 第1』。
- 『第25冊 新加別記類 第2』。
- 『第26冊 新加別記類 第3』。
- 『第27冊 新加雑類 第1』。
- 『別冊 近藤瓶城翁伝』。
- 『編外 1 (政事要略) 西宮記』。
- 『編外 2 (政事要略) 政事要略』。
- 『参考源平盛衰記 : 改定史籍集覧本 上』。
- 『参考源平盛衰記 : 改定史籍集覧本 中』。
- 『参考源平盛衰記 : 改定史籍集覧本 下』。